# منصور سپهرنیا
منصور سپهرنیا (متولد ۴ اردیبهشت ۱۳۰۹) در دروازه شمیران تهران، بازیگر سینما اهل ایران است. وی به همراه محمد متوسلانی و گرشا رئوفی یک گروه کمدی تشکیل داده بودند. اولین فیلم آنان 
طوفان در شهر ما
ساخته ساموئل خاچیکیان است. 
وی اکنون در  آمریکا (کالیفرنیا) زندگی می‌کند.

## فیلم‌شناسی
1. حلقه‌های ازدواج (۱۳۵۶)
2. جایزه (۱۳۵۵)
3. غلام زنگی (۱۳۵۴)
4. آب توبه (۱۳۵۳)
5. آقا مهدی وارد می‌شود (۱۳۵۳)
6. ماشین مشتی ممدلی (۱۳۵۳)
7. مهدی فرنگی (۱۳۵۳)
8. قربون زن ایرونی (۱۳۵۲)
9. یک میلیونر و دو مفلس (۱۳۵۱)
10. اعجوبه‌ها (۱۳۵۱)
11. باشرف‌ها (۱۳۵۱)
12. فتانه (۱۳۵۱)
13. میخک سفید (۱۳۵۱)
14. آسمون بی‌ستاره (۱۳۵۰)
15. این گروه زبل (۱۳۵۰)
16. رنگین‌کمان (۱۳۵۰)
17. سه تا جاهل (۱۳۵۰)
18. سه دلاور (۱۳۵۰)
19. سه دلاور بی‌باک (۱۳۵۰)
20. شیادان (۱۳۵۰)
21. یک چمدان سکس (۱۳۵۰)
22. آفتاب مهتاب (۱۳۴۹)
23. زیبای جیب‌بر (۱۳۴۹)
24. عروس بیانکا (۱۳۴۹)
25. پسران قارون (۱۳۴۸)
26. تعطیلات داش اسمال (۱۳۴۸)
27. زن وحشی وحشی (۱۳۴۸)
28. سه فراری (۱۳۴۸)
29. عشق کولی (۱۳۴۸)
30. غول بیابانی (۱۳۴۸)
31. قصر زرین (۱۳۴۸)
32. کاسب‌های محل (۱۳۴۸)
33. گربه را دم حجله می‌کشند (۱۳۴۸)
34. گناه مادر (۱۳۴۸)
35. آواره‌های تهران (۱۳۴۷)
36. جاده تبهکاران (۱۳۴۷)
37. جنجال پول (۱۳۴۷)
38. چهار درویش (۱۳۴۷)
39. ریکاردو (۱۳۴۷)
40. سه دیوانه (۱۳۴۷)
41. قدرت عشق (۱۳۴۷)
42. هفت دختر برای هفت پسر (۱۳۴۷)
43. پسران علاءالدین (۱۳۴۶)
44. سه جوانمرد (۱۳۴۶)
45. علی‌بابا و چهل دزد (۱۳۴۶)
46. کوه‌زاد (۱۳۴۶)
47. معجزه (۱۳۴۶)
48. هارون و قارون (۱۳۴۶)
49. ولگردها (۱۳۴۶)
50. آقا موچول (۱۳۴۵)
51. حاتم طائی (۱۳۴۵)
52. داماد فراری (۱۳۴۵)
53. سه بمب آتشین (۱۳۴۵)
54. سه قهرمان (۱۳۴۵)
55. سه ناقلا در ژاپن (۱۳۴۵)
56. گدایان تهران (۱۳۴۵)
57. جلاد (۱۳۴۴)
58. زبون بسته (۱۳۴۴)
59. زن و عروسک‌هایش (۱۳۴۴)
60. سرسام (۱۳۴۴)
61. سه تا بزن‌بهادر (۱۳۴۴)
62. سه تا نخاله (۱۳۴۴)
63. سه کارآگاه خصوصی (۱۳۴۴)
64. شانس بزرگ (۱۳۴۴)
65. عروس دریا (۱۳۴۴)
66. فریاد دهکده (۱۳۴۴)
67. مرخصی اجباری (۱۳۴۴)
68. مرد ده میلیون تومانی (۱۳۴۴)
69. مردی در قفس (۱۳۴۴)
70. ببر رینگ (۱۳۴۳)
71. بن‌بست (۱۳۴۳)
72. ترانه‌های روستائی (۱۳۴۳)
73. جاهل‌ها و ژیگول‌ها (۱۳۴۳)
74. جهنم زیر پای من(۱۳۴۳)
75. چهار تا شیطون (۱۳۴۳)
76. سه تفنگدار (۱۳۴۳)
77. عروس فرنگی (۱۳۴۳)
78. آن‌ها زندگی را دوست داشتند (۱۳۴۲)
79. ترس و تاریکی (۱۳۴۲)
80. طلاق (۱۳۴۲)
81. وحشت (۱۳۴۲)
82. دخترها اینطور دوست دارند (۱۳۴۱)
83. زن دشمن خطرناکیست (۱۳۴۱)
84. کلاه‌مخملی (۱۳۴۱)
85. کلید (۱۳۴۱)
86. خانم عوضی گرفتین (۱۳۴۰)
87. دختری فریاد می‌کشد (۱۳۴۰)
88. عشق و حماقت (۱۳۴۰)
89. آخرین هوس (۱۳۳۹)
90. بچه‌های محل (۱۳۳۹)
91. در جستجوی داماد (۱۳۳۹)
92. آقای شانس (۱۳۳۸)
93. بی‌ستاره‌ها (۱۳۳۸)
94. تپه عشق (۱۳۳۸)
95. شانس و عشق و تصادف (۱۳۳۸)
96. طوفان در شهر ما (۱۳۳۷)
97. قاصد بهشت (۱۳۳۷)
98. چهارراه حوادث (۱۳۳۴)
99. خواب و خیال (۱۳۳۴)
100. خون و شرف (۱۳۳۴)
101. دختری از شیراز (۱۳۳۳)